# Brotte-lès-Luxeuil
Brotte-lès-Luxeuil település Franciaországban, Haute-Saône megyében. Lakosainak száma 198 fő (2022. január 1.). Brotte-lès-Luxeuil Baudoncourt, Ailloncourt, Betoncourt-lès-Brotte, La Chapelle-lès-Luxeuil, Dambenoît-lès-Colombe, Genevrey, Servigney és Visoncourt községekkel határos.

## Népesség
A település népességének változása:
| Lakosok száma | 208  | 208  | 212  | 208  | 211  | 211  | 207  | 202  | 198  |
|               | 2013 | 2015 | 2016 | 2017 | 2018 | 2019 | 2020 | 2021 | 2022 |